# ザンジャーン州

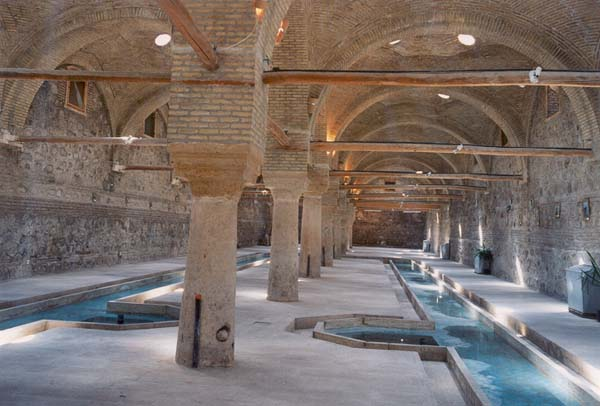
ラフトシュールハーネ、ガージャール朝期の伝統的水洗い場。現在はザンジャーン民俗博物館

ザンジャーン州（ザンジャーンしゅう、ペルシア語: استان زنجان, ラテン文字転写: Ostān-e Zanjān）は、イランの州（オスターン）。イラン北西部に位置し、州都はザンジャーン。面積は36,300km²、人口は約105万人で、そのほとんどはアザリー（アゼルバイジャン人）である。
ザンジャーンは種なしブドウで有名だが、一方でイランの産業的中心の一つでもある。テフラーンの北西330km、高速道路で接続されているという好立地にあり、またイランで最も産業化の進んだタブリーズに次ぐ都市でもある。
ザンジャーンは美しい手工芸品でも知られている。たとえばナイフや「チャルーグ」や「マリーレ」と呼ばれる伝統的なサンダルがあり、マリーレは銀の針金を用いて制作する。ザンジャーンの職人は銀細工、飾り皿などを得意とする。古くは鋼のするどいナイフも有名であった。今日でも多くの村人たちが絨毯織りに携わる。絨毯はおそらくザンジャーンの手工芸品でももっとも人気のあるものであろう。
また「キャタラ・ホル」という洞窟がソルターニーエの近くにある。

## 歴史
プトレマイオスの『地理書』では、ザンジャーンの街は「アガンザナ」として登場する。サーサーン朝のアルダシール1世が街を再建し「シャーヒーン」と呼んだとされるが、のちには「ザンギャン」とされており、今日のザンジャーンの名はこれをアラビア語の語型にあわせたものである。またザンジャーンは5つの部族の地を意味する「ハムセ」と呼ばれていたこともある。

## 高等教育機関

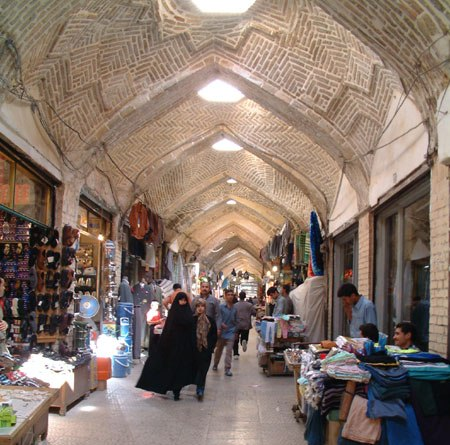
ザンジャーンのバーザール（サファヴィー朝）

先端基礎科学大学はイランで基礎科学分野で最もハイレヴェルの研究教育機関と考えられている。
1. ザンジャーン大学
2. ザンジャーン医科大学
3. イスラーム自由大学ザンジャーン
4. イスラーム自由大学アブハル
5. 先端基礎科学大学(IASBS)